# San Francesco di Paola
San Francesco di Paola, officiellt San Francesco di Paola ai Monti, är en kyrkobyggnad i Rom, helgad åt den helige Franciskus av Paola, grundare av minimerorden. Kyrkan är belägen vid Piazza di San Francesco di Paola ovanför Via Cavour i Rione Monti och tillhör församlingen Santa Maria ai Monti.

## Kyrkans historia
Minimermunkar grundade ett kloster här år 1623 och en liten kyrka uppfördes efter ritningar av Orazio Torriani. Denna kyrka visade sig med tiden dock vara för liten; adelsdamen Olimpia Aldobrandini donerade medel till munkarna och en ny kyrka byggdes. Projektet drog emellertid ut på tiden och interiören fick inte sin dekoration förrän i början av 1700-talet. Kyrkan konsekrerades av påve Benedictus XIII den 10 juli 1728.
Kyrkan genomgick en restaurering under påve Leo XII år 1826. År 1873 exproprierades klostret av italienska staten och byggdes om till skola. Minimerorden återkom i början av 1900-talet och komplexet utgör numera ordens moderhus.

## Interiören
Högaltaruppsatsen är ett verk av Giovanni Antonio de Rossi.
Kyrkan har sex sidokapell, tre på var sida.

### Höger sida
Det första sidokapellet på höger hand är invigt åt de heliga Anna och Joakim och hyser en målning som framställer dem tillsammans med Jungfru Maria, ett verk av Filippo Luzi. I det andra kapellet återfinns fresker, vilka avbildar den helige Franciskus av Paola som utför underverk; freskerna är utförda av Giuseppe Chiari. Det tredje kapellet är invigt åt den helige Frans av Sales och har fresker av Antonio Grecolini.

### Vänster sida
Första kapellet till vänster är invigt åt den salige Gaspar de Bono, medan det andra är invigt åt den helige Nicola da Longobardi och har en altarmålning utförd av Francesco Manno. Det tredje och sista kapellet på vänster hand är invigt åt Ärkeängeln Mikael och har en altarädikula i polykrom marmor med en målning av Stefano Perugini. Målningarna i kapellets tak och på dess sidoväggar är utförda av Giacomo Triga.
Sakristians tak är målat av Sassoferrato och visar hur Jungfru Maria uppenbarar sig för den helige Franciskus av Paola.

## Titeldiakonia
San Francesco di Paola ai Monti stiftades som titeldiakonia av påve Paulus VI år 1967.
Kardinaldiakoner
- Alexandre-Charles Renard, titulus pro illa vice (1967–1976)
- Joseph Marie Trinh-nhu-Khuê, titulus pro illa vice (1976–1978)
- Vakant (1978–1985)
- Pietro Pavan (1985–1994)
- Vakant (1994–2003)
- Renato Raffaele Martino (2003–2024)